# Lituonelloides
Lituonelloides es un género de foraminífero bentónico de la familia Coskinolinidae, de la superfamilia Coskinolinoidea, del suborden Orbitolinina y del orden Loftusiida. Su especie tipo es Lituonelloides compressus. Su rango cronoestratigráfico abarca el Maastrichtiense (Cretácico superior).

## Discusión
Clasificaciones previas incluían Lituonelloides en la superfamilia Ataxophragmioidea, así como en el suborden Textulariina del orden Textulariida o en el orden Lituolida.

## Clasificación
Lituonelloides incluye a la siguiente especie:
- Lituonelloides compressus